# August Nicklaus
August Nicklaus (* 8. März 1885 in Blickweiler; † 27. September 1937 in Luxemburg) war ein deutscher Jurist und Präsident der Eisenbahndirektion Saarbrücken für das Saargebiet.

## Leben
Nach dem Studium der Rechtswissenschaften an der Ludwig-Maximilians-Universität München und der Universität Straßburg erhielt August Nicklaus eine Anstellung bei den bayerischen Staatsbahnen und war zunächst in seiner Praktikantenzeit als Fahrdienstleiter und Stationsvorsteher eingesetzt. Von 1913 an war er Assessor bei der Eisenbahndirektion Ludwigshafen.
Von 1920 an war er Sachverständiger für die bayerischen Interessen bei der Direktion der Saarbahnen in Saarbrücken.
In der Zeit vom 1. April 1930 bis zum 16./17. Januar 1935 war er Präsident der Eisenbahndirektion Saarbrücken im selbstständigen Saargebiet. Noch bevor er von den Nationalsozialisten aus dem Amt entfernt werden konnte, emigrierte er gemeinsam mit dem Politiker Johannes Hoffmann, zu dessen Beraterstab er gehörte, nach Luxemburg. Beide hatten sich vehement gegen die Rückgliederung des Saarlandes eingesetzt. Nicklaus starb in seinem Exil in Luxemburg.
Er war Herausgeber der Saarländischen Verkehrszeitung.

### Öffentliche Ämter
- Vorsitzender des Katholischen Akademikerverbandes